# Помаранчеві діти Третього Рейху
Помаранчеві діти Третього Рейху (рос. Оранжевые дети Третьего рейха) — російський пропагандистський документальний фільм антиукраїнського характеру про боротьбу Української повстанської армії та «героїзацію учасників цієї боротьби» за часи президентства Ющенка. Фільм вийшов 2010 року на Першому каналі Росії напередодні другого туру президентських виборів в Україні.
Через перекручування фактів, подання неправдивих даних фільм отримав ряд критичних відгуків від українських громадських діячів.

## Критика
… пропагандистський фільм «Помаранчеві діти Третього Рейху», злісну антиукраїнську агітку, в якій усе українсько-патріотичне ототожнюється з нацизмом. … Вони всіляко спекулюють на тому, що в складі поліцейських формувань Німеччини в період Другої світової війни служили люди різних національностей, зокрема й українці, що дає їм «підставу» для найфантастичніших узагальнень. Проте про масовий колабораціонізм росіян, про їхню участь у війні на боці Німеччини сучасна російська пропаганда умовчує, вважаючи за краще таврувати неросіян: українців, латишів, естонців, кримських татар і т.д. Зрозуміло, мовчать про всесторонню співпрацю Сталіна й Гітлера в 1939—1941 рр. Словом, типовий кремлівський пропагандистський продукт.— Ігор Лосєв, Сумнівні акценти… Коли наш інформаційний простір буде очищено від телевізійних військ противника?
Навіть фільм вийшов російськомовний "Помаранчеві діти Третього Рейху". Там зокрема говориться, що українські повстанці вбивали євреїв. Це російська пропаганда. Євреї воювали в УПА, як і представники інших націй, які боролись проти більшовизму і нацизму.— Даніло Збрана, Як письменник я на службі у правди і тому захищаю Україну
Фільм не тільки спрямований на паплюження помаранчевого Майдану, «оранжевих» політиків та учасників Помаранчевої революції, її ідеалів та досягнень. – Він водночас виконує роль мобілізації «анти-оранжизму» та всіх антиукраїнських сил… Автори фільму, користуючись підміною понять, спрощенням і перекрученням фактів та їх підтасовкою, спробували взагалі кинути тінь на демократичний вибір народу на минулих виборах Президента України… Дуже вільно повелися автори і з витягами з архівів та іншим фактичним матеріалом.— Надія Степула, Отруйна жовч на екрані